# Partit de la Nova Corea
El Partit de la Nova Corea (en coreà: 신한국당; RR: Sinhangukdang; PNC) fundat al 1990 com a Partit Liberal Demòcrata (민주자유당; Minjujayudang) va ser un partit conservador de Corea del Sud.

## Història
Al 1990, el governant Partit de la Justícia Democràtica s'unificaria amb el Partit Demòcrata de la Reunificació i el Nou Partit Republicà Demòcrata per a generar el Partit Liberal Demòcrata, garantint la continuïtat de la tradició conservadora a Corea del Sud, en un context en el qual el PJD s'estava debilitant progressivament. L'aliança suposava la unificació del primer, segon i quart partit de l'Assemblea Nacional, amb una supermajoria de 218 diputats.
A les eleccions legislatives de 1992 el partit aconseguiria només 149 escons, quedant-se a només un diputat de la majoria absoluta i lluny dels 218 inicials. Tanmateix, el PNC governaria en minoria durant la legislatura, aconseguint al desembre vèncer a les eleccions presidencials.
Al 1995 el partit modificaria el seu nom a Partit de la Nova Corea. Un any més tard, el PNC perdria les eleccions legislatives, provocant la primera derrota conservadora des de 1960. El conseqüent terratrèmol polític provocaria la fusió del PNC amb el Partit Demòcrata per a generar el Gran Partit Nacional.

## Resultats electorals

### Eleccions Presidencials
| Any  | Candidat      | Vots      | %           | Resultat |
| ---- | ------------- | --------- | ----------- | -------- |
| 1992 | Kim Young-sam | 9,977,332 | 41,96 / 100 | Electe   |

### Eleccions Legislatives
| Any  | Líder         | Vots      | %     | Escons    | Escons  | Escons    | Escons | Pos. | Govern   |
| Any  | Líder         | Vots      | %     | Circum.   | Llista  | Total     | +/–    | Pos. | Govern   |
| ---- | ------------- | --------- | ----- | --------- | ------- | --------- | ------ | ---- | -------- |
| 1992 | Roh Tae-woo   | 7,923,719 | 38.49 | 116 / 237 | 33 / 62 | 149 / 299 | Nou    | 1r   | Govern   |
| 1996 | Kim Young-sam | 6,783,730 | 34.52 | 121 / 253 | 18 / 46 | 139 / 299 | 10     | 1r   | Oposició |

### Eleccions Locals
| Any  | Governadors | Regidors prov. | Alcaldes |
| ---- | ----------- | -------------- | -------- |
| 1995 | 5 / 15      | 335 / 875      | 70 / 230 |